# Mini Moni
Mini Moni。ou Minimoni。 (ミニモニ。, Minimoni, abréviation de "mini-Morning Musume") est un groupe de J-pop féminin du Hello! Project à l'image enfantine, actif de 2000 à 2004, populaire chez les enfants japonais durant cette période. C'est un sous-groupe de Morning Musume, composé de ses plus petits membres, les idoles japonaises Mari Yaguchi, Ai Kago et Nozomi Tsuji, rapidement rejointes par un membre extérieur, l'américaine Mika Todd de Coconuts Musume. La leader Mari Yaguchi est remplacée par Ai Takahashi fin 2002. Une nouvelle mouture du groupe est lancée en 2009 sous le nom Shin Mini Moni avec de nouveaux membres.

## Biographie

### 1regénération
Le groupe musical Mini Moni est créé un peu par hasard en 2000, dans le cadre d'une série de sketchs pour l'émission TV Hello! Morning du groupe Morning Musume, par la réunion des membres du groupe mesurant moins d'1,50 mètre : Mari Yaguchi (17 ans, 1,45 m) et les "jumelles"  Ai Kago (12 ans) et Nozomi Tsuji (13 ans). En fin d'année, leur producteur Tsunku décide de produire le sous-groupe en parallèle aux Morning Musume, et y ajoute une autre membre du Hello Project mesurant 1,50 mètre, l'américaine Mika (16 ans) des Coconuts Musume, qui adopte des costumes toujours différents des trois autres, habillées de façon semblable. Plusieurs explications ont pu être données pour cette différenciation : contrairement aux trois autres, Mika n'est pas une Morning Musume ; elle ne mesure pas moins d'1,50 mètre ; elle n'est pas japonaise et affiche donc un aspect américanisé.
Mini Moni, destiné à un public enfantin avec un aspect voyant et des chorégraphies et chansons adaptées, sort avec succès durant quatre années deux albums et douze singles aux styles musicaux variés, parfois sous un autre nom comme Mini Hams pour un générique de l'anime Hamtaro dans lequel ses membres apparaitront en version "hamster", ou Baka Tono-sama to Mini Moni Hime pour une collaboration avec le comique Ken Shimura. Le groupe continue d'animer sa courte séquence hebdomadaire de sketchs pour enfants dans l'émission Hello! Morning, changeant de concept tous les ans, jouant une année les extra-terrestres Pyon Seijin, puis des bonzes, puis des kappa.
L'image de Mini Moni et de ses membres est exploitée dans de nombreux produits dérivés et jeux vidéo. Le groupe est même adapté en BD manga, et en version anime en 3D pour quelques clips et une série de courts épisodes, Yarunoda Pyon!. Il est également sous cette forme le héros en 2002 d'un film pour enfant, mi-live mi-anime 3D : Mini Moni ja Movie: Okashi na Daibōken! ("la grande aventure du gâteau"), avec également les voix de Yuko Nakazawa et de quatre débutantes du Hello! Project Kids nommées à cette occasion 4KIDS. Le film raconte entre autres sous forme fictionnelle le remplacement présenté comme volontaire de Mari Yaguchi par Ai Takahashi, elle aussi membre des Morning Musume. Yaguchi part former le nouveau groupe ZYX, avec d'autres débutantes du H!P Kids, en parallèle aux Morning Musume.

### 2egénération
Avec l'arrivée de Ai Takahashi et sous la nouvelle direction de Mika, Mini Moni adopte une image parfois plus mature pour s'ouvrir à un public plus large, avec notamment une incursion  dans le style R'n'B pour le single Crazy About You. En 2004, les membres sont les héroïnes d'une série télévisée en 12 épisodes, Mini Moni de Bremen no Ongakutai (Mini Moni's The Brementown Musicians), divisée en trois parties de quatre épisodes se déroulant à trois époques différentes : Takahashi joue l'héroïne des quatre premiers, Tsuji celle des quatre suivants, et Kago celle des quatre derniers, Mika apparaissant à plusieurs reprises tout au long.
Le groupe se sépare en mai 2004 à la suite du départ définitif de Mika partie étudier aux États-Unis, une séparation mise en scène sous forme d'une série de courtes séquences télévisées, les Mini Moni Documents. Tsuji et Kago quittent également à cette occasion les Morning Musume pour se consacrer à leur propre duo W, Takahashi continuant elle avec les Musume, comme Yaguchi auparavant. Une nouvelle mouture du groupe sera cependant lancée cinq ans plus tard, constituée de nouvelles membres, sous le nom Shin Mini Moni.

### Post-séparation
Mini Moni est victime d'une sorte de malédiction ironique pour un groupe à l'image enfantine, ses trois membres fondateurs se retrouvant par la suite impliquées dans des scandales médiatiques relatifs qui durent les faire renoncer à leur carrière d'idols, à cause de liaisons sentimentales incompatibles dévoilées par la presse : Mari Yaguchi en 2005, Ai Kago en 2007, et Nozomi Tsuji dans la foulée avec à la clé une grossesse et un mariage précipité.
- Mika a cessé ses activités artistiques après avoir sorti un mini-album solo indépendant en 2005.
- Mari Yaguchi doit démissionner de Morning Musume à la suite de son « scandale » de 2005 et n'aura quasiment plus d'activité au Hello! Project, mais elle connait le succès en dehors en tant que "tarento" aux activités diverses : elle est l'héroïne d'une série télévisée en 2006, anime plusieurs émissions TV, sort son premier single solo en 2009... Mariée en 2011, un nouveau scandale pour une affaire d'adultère entrainera en 2013 son divorce et l'arrêt de ses activités.
- Ai Kago, qui avait déjà été prise à fumer illégalement en 2006 et suspendue depuis, est définitivement renvoyée du H!P après son « scandale » de 2007, entrainant la fin de son duo W ; elle fait son retour en tant qu'actrice et « tarento » pour une autre agence en 2008, mais fera encore la une de la presse à scandale pour d'autres liaisons tumultueuses et une tentative de suicide...
- Peu après la fin de W, à la suite de son propre « scandale », Nozomi Tsuji est mise d'office en congé maternité jusqu'en avril 2009, où elle et Yaguchi sont officiellement « graduées » du Hello! Project et continuent désormais leurs carrières de « tarento » au sein de la maison mère Up-Front et du M-line club...
- Ai Takahashi devient quant à elle en 2007 la plus ancienne des Morning Musume et donc leur leader, jusqu'à sa propre "graduation" pour le M-line club en 2011...

Onze ans après la fin de Mini Moni, les trois anciens membres Mari Yaguchi, Nozomi Tsuji et Ai Takahashi se retrouvent en formant en mars 2015 le groupe Datsumo Musume en promotion d'une chaine de salons de beauté ; mais Yaguchi quitte la formation en juin suivant.

### Hors du Japon
Les disques de Mini Moni n'ont pas été distribués hors du Japon, mais ses clips et apparitions TV passées sont diffusés sur internet depuis l'arrivée du haut-débit, souvent sous-titrés par des fans étrangers, les popularisant en dehors de leurs frontières. Le célèbre présentateur et humoriste américain Jay Leno se proclame en plaisantant "super-fan" du groupe, dans sa populaire émission TV The Tonight Show en 2006, à l'occasion d'une blague sur l'un de ses collaborateurs présenté comme un membre de Mini Moni et rajouté sur une photo truquée du groupe.
Indépendamment, Mini Moni est aussi à l'origine du clip de la "Marmotte psychopathe"  (alias Dramatic Chipmunk ou Dramatic prairie dog), célèbre sur internet depuis 2007 sous de multiples variations, à l'origine une image animée extraite d'une de leurs apparitions dans l'émission Hello! Morning en 2000, représentant une marmotte se retournant brusquement pour fixer la caméra. Cette séquence est également mentionnée dans un épisode de la série South Park, et dans un clip du groupe Weezer où des sosies des membres de Mini Moni sont utilisés dans une reconstitution de la séquence, faute d'avoir pu obtenir les droits des images originales. Fin 2009, une publicité pour le net (appelée Dramatic Chipmunk Breaks Out ou Dramatic Chipmunk's Revenge) parodie la séquence originale en utilisant à nouveau des sosies des Mini Moni, la marmotte attaquant cette fois le groupe à la façon du lapin sanguinaire du film Monty Python : Sacré Graal !.

## Membres
- 2000-2002 : Mari Yaguchi, Nozomi Tsuji, Ai Kago, Mika Todd (de Coconuts Musume)
- 2003-2004 : Nozomi Tsuji, Ai Kago, Mika Todd, Ai Takahashi

## Discographie

### Albums
Originaux
- 2002-06-26 : Mini Moni Song Daihyakka Ikkan
- 2004-02-11 : Mini Moni Songs 2

Bande originale
- 2003-02-19: Mini Moni ja Movie: Okashi na Daibōken! Original Soundtrack

Compilation en commun
- 18 avril 2001 : Together! -Tanpopo, Petit, Mini, Yūko-

### Singles
- 2001-01-17 : Mini Moni Jankenpyon! / Haru Natsu Aki Fuyu Daisukki!
- 2001-09-12 : Mini Moni Telephone! Rin Rin Rin / Mini Moni Bus Guide
- 2001-12-05 : Mini Hams no Ai no Uta (en tant que Mini Hams)
- 2002-01-30 : Mini Moni Hina Matsuri! / Mini Strawberry Pie
- 2002-04-24 : Ai~n Taisō / Ai~n! Dance no Uta (en tant que Baka Tono Sama to Mini Moni Hime)
- 2002-11-27 : Genki Jirushi no Ōmori Song / Okashi Tsukutte Okkasuii! (par Mini Moni to Takahashi Ai + 4KIDS)
- 2002-12-04 : Mini Hams no Kekkon Song (en tant que Mini Hams)
- 2003-04-09 : Rock 'n' Roll Kenchō Shozaichi ~Oboechaina Series~
- 2003-05-14 : Mini Moni Kazoe Uta ~Ofuro Version~ / Mini Moni Kazoe Uta ~Date Version~
- 2003-10-16 : Crazy About You
- 2003-11-19 : Mirakururun Grand Purin! / Pi~hyara Kōta  (par Mini Hams / Purin chan)
- 2004-04-21 : Lucky Cha Cha Cha!

## Filmographie
Film
- 2002 : Mini Moni ja Movie: Okashi na Daibōken!

Drama
- 2004 : Mini Moni de Bremen no Ongakutai

## Shin Mini Moni
Shin Mini Moni。 ou Shin Minimoni。 (新ミニモニ。, "nouveau Mini Moni") est un groupe de J-pop du Hello! Project créé en juillet 2009.

### Histoire
C'est une nouvelle mouture du groupe Mini Moni dissous en 2004, constituée de nouvelles membres :  la chinoise Lin Lin (18 ans) du groupe Morning Musume, Kanon Fukuda (14 ans) des groupes Shugo Chara Egg! et S/mileage, et deux débutantes intégrées au Hello! Pro Egg en 2008 : Akari Takeuchi (11 ans, future S/mileage) et Karin Miyamoto (10 ans, future Juice=Juice). Il interprète dans l'année un titre sur un album de reprises, puis un deuxième sur une compilation du H!P. Il apparait encore parfois les années suivantes lors de concert communs du H!P. Lin Lin quitte le H!P et le groupe fin 2010.

### Membres
2009
- Lin Lin (de Morning Musume)
- Kanon Fukuda (de Shugo Chara Egg! et S/mileage)
- Akari Takeuchi (du Hello! Pro Egg, S/mileage)
- Karin Miyamoto (du Hello! Pro Egg)

2010-
- Kanon Fukuda
- Akari Takeuchi
- Karin Miyamoto

### Chansons
- 2009 : Tentō Chū no Sanba, sur l'album Chanpuru 1
- 2009 : Pen Pen Kyōdai, sur l'album Petit Best 10

## Liens
- (ja) Discographie officielle sur le site Up-Front
- (ja) Page officielle de la série Mini Moni de Bremen no Ongakutai